# Псковское совещание
Псковское совещание 1900 года — совещание лидеров различных течений в российской социал-демократии по созданию периодических органов печати, организованное Владимиром Ильичом Лениным. В нём приняли участие: В. И. Ульянов-Ленин, Ф. И. Щеколдин, С. И. Радченко, П. Б. Струве, М. И. Туган-Барановский, Л. Мартов, А. Н. Потресов, А. М. Стопани. Ленин преследовал две задачи: утвердить первый официальный документ, намечавший программу будущих периодических органов партии — газеты «Искра» и журнала «Заря», и добиться материальной и литературной поддержки этих органов со стороны «легальных марксистов».
Псковское совещание проходило в период между 29 марта и 3 апреля 1900 года в в доме местного жителя И. Н. Бочкарёва. На совещании В. И. Ленин изложил перед присутствующими «Проект заявления редакции „Искры“ и „Зари“», отметив при этом, что последние годы характеризуются быстрым распространением идей социал-демократизма в нашей интеллигенции и что навстречу этому течению общественной мысли идет совершенно самостоятельное, стихийное движение промышленного пролетариата, который начинает объединяться и бороться против своих угнетателей. Ленин подчеркнул, что время настойчиво требует перехода к высшей, более объединённой и более организованной форме движения.
«Во время чтения я наблюдал за лицами наших гостей», — рассказывал Мартов в своих воспоминаниях. — «Мне любопытно было, как будут они реагировать на те выражения, в которых „объявление“ говорило о вреде революционному движению, принесенном „критикой марксизма“. На лице М. И. Туган-Барановского было заметно не то огорчение, не то недоумение, моментами он явно сдерживался, чтобы не прервать чтение. Напротив, Струве держался с олимпийским спокойствием… По окончании чтения его лицо выражало скорее удовлетворение или даже вежливое одобрение прослушанного.
— Что же думаете вы, господа, обо всем этом? — спросил Ульянов.
Струве сказал что-то общее и неопределённое в том смысле, что, оставаясь, конечно, при своем мнении относительно некоторых вопросов, он в общем и целом ничего не имеет против документа. Говорил он как бы неохотно, выцеживая из себя слова. Ясно было, что всей своей мысли он не высказывает». После длительных дебатов Струве и Туган-Барановский заявили о своей поддержке будущих печатных органов.
Разногласия с «легальными марксистами», представителями которых являлись Струве и Туган-Барановский, были вызваны различием взглядов на рабочее и революционное движение. «Легальные марксисты» считали, что возглавлять революционное движение в России должен не пролетариат, а либеральная буржуазия.
Сам Струве много лет спустя после Псковского совещания вынужден был признать:
«…в этой группе я представлял определённый ревизионизм, Туган-Барановский в общем тогда был солидарен со мной…».
Принимая участие в Псковском совещании, Струве и Туган-Барановский преследовали свои цели. Они рассчитывали будущие марксистские печатные органы приспособить к интересам либеральной буржуазии. Их привлекала возможность высказывать идеи либерализма от имени рабочего класса в революционном журнале или газете. Они были не прочь претендовать и на роль соредакторов. Но В. И. Ленин быстро распознал их замысел. В свою очередь, и «легальные марксисты» сразу же поняли по той непримиримой позиции, которую занял Ленин, что им не удастся сделать будущую газету рупором своих идей. Однако в то время они не решились пойти на открытый разрыв с Лениным и его единомышленниками. В общем и целом между обеими сторонами была достигнута договоренность об издании газеты «Искра» и журнала «Заря». Участники совещания приняли и одобрили ленинский «Проект заявления редакции „Искры“ и „Зари“». Вопреки сопротивлению «легальных марксистов» В. И. Ленину удалось отстоять марксистское направление будущей газеты. В заявлении редакции «Искры», опубликованном осенью 1900 года, четко и ясно было указано, что «это направление может быть выражено словом: марксизм, и нам вряд ли есть надобность добавлять, что мы стоим за последовательное развитие идей Маркса и Энгельса и решительно отвергаем те половинчатые, расплывчатые и оппортунистические поправки, которые вошли теперь в такую моду с легкой руки Эд. Бернштейна, П. Струве и многих других». В результате удалось отстоять марксистское направление «Искры».